# Verchovna Rada
Verchovna Rada Ukrajiny (ukrainska: Верховна Рада України) är Ukrainas parlament. På svenska kan namnet översättas till "Ukrainas högsta råd". Namnet är ett arv från den sovjetiska perioden. Parlamentet har tidigare haft 450 ledamöter, men annekteringen av Krim betyder, att det efter valet 26 oktober 2014 blev 12 färre.

## Historik
Som lagstiftande församling för Ukrainska SSR inrättades år 1919 Allukrainska centrala verkställande kommittén, som år 1922 underordnades Sovjetunionens centrala verkställande kommitté. I och med 1938 års tillägg till 1936 års sovjetiska konstitution avskaffades de centrala verkställande kommittéerna och Sovjetunionens högsta sovjet inrättades som högsta lagstiftande organ, men de enskilda sovjetrepublikerna fortsatte ha regionala parlament. Det första valet till Ukrainska SSR:s högsta sovjet var 26 juni 1938.
1990 hölls det första verkliga flerpartivalet till parlamentet och den ukrainska grenen av Sovjetunionens kommunistiska parti vann en överlägsen majoritet. Den 24 augusti 1991 utropade parlamentet Ukraina som en självständig stat.

### Partibyten efter valet 2007
Efter parlamentsvalet 2007 bytte ledamöter vid flera tillfällen partitillhörighet vilket gav upphov till en markant förändrad uppdelning av mandat jämfört med vad parlamentsvalet ursprungligen resulterade i. Mellan 2006 och 2010 var detta olagligt enligt det så kallade "imperativa mandatet" i Ukrainas författning men efter 2010 har detta skett i stor utsträckning.

### Nyval till parlamentet 7 december 2008
President Viktor Jusjtjenko upplöste 8 oktober 2008 parlamentet och beslutade att nyval skulle hållas i Ukraina den 7 december, men en domstol frös beslutet att upplösa parlamentet. Det var Julia Tymosjenkos parti, Fäderneslandsförbundet, som överklagade presidentens beslut att upplösa parlamentet. Enligt yrkandet hade presidenten inte rätt att göra det mindre än ett år efter parlamentet tillträdde. Efter domstolens besked lämnade president Viktor Jusjtjenkos parti, Vårt Ukraina, ett eget överklagande. Det var således oklart om och när nyval kunde hållas.

## Parlamentsbyggnaden
Parlamentsbyggnaden uppfördes i Kiev 1936–1939 i nära anslutning till Marijinskyjpalatset. Den nyklassicistiska byggnaden är ritad av arkitekten Volodymyr Zabolotnyj. Det första mötet av denna sovjetiska Verchovna Rada kunde hållas i maj 1939. Parlamentsbyggnaden skadades under andra världskriget, men renoverades 1945–1947 enligt de ursprungliga ritningarna. 
Byggnaden är belägen på Hrusjevskyjgatan i stadsdelen Lypky.

## Parlamentets sammansättning efter valet 2007
- Regionernas parti (175 mandat)

- Julia Tymosjenkos block (156 mandat) (Fäderneslandsförbundet • Reform och ordning • Ukrainas socialdemokratiska parti)

- Vårt Ukraina - Folkets självförvarsblock (72 mandat) (Vårt Ukraina • Framåt Ukraina! • Ukrainas folkrörelse • Ukrainska folkpartiet • Ukrainska republikanska partiet "Samling" • Kristdemokratiska unionen • Europeiska partiet • PORA • Ukrainska nationalistkongressen • Moderlandets försvarsparti)

- Ukrainas kommunistiska parti (27 mandat)

- Lytvynblocket (20 mandat) (Ukrainska folkpartiet • Ukrainas arbetarparti)